# رودلف خواكيم
رودلف خواكيم (بالألمانية: Rudolf Leonhard)‏ هو كاتب وكاتب مسرحي وسياسي ألماني، ولد في 27 أكتوبر 1889 في بولندا، وتوفي في 19 ديسمبر 1953 في برلين في ألمانيا. حزبياً، نشط في حزب الوحدة الاشتراكية الألماني والحزب الشيوعي في ألمانيا والحزب الديمقراطي الاجتماعي الألماني المستقل ‏ وCommunist Workers' Party of Germany ‏.

## روابط خارجية
- رودلف خواكيم على موقع IMDb (الإنجليزية)
- رودلف خواكيم على موقع مونزينجر (الألمانية)
- رودلف خواكيم على موقع قاعدة بيانات الأفلام السويدية (السويدية)
- رودلف خواكيم على موقع قاعدة بيانات الفيلم (الإنجليزية)
- رودلف خواكيم على موقع كينوبويسك (الروسية)